# آبیجیت بنرجی
آبیجیت بنرجی (انگلیسی: Abhijit Vinayak Banerjee; بنگالی: অভিজিৎ বিনায়ক বন্দ্যোপাধ্যায়; زادهٔ ۲۱ فوریهٔ ۱۹۶۱) دانشمند هندی-آمریکایی در زمینه اقتصاد توسعه اهل ایالات متحده آمریکا است. بنرجی استاد اقتصاد بنیاد فورد در مؤسسه فناوری ماساچوست است. او در سال ۲۰۱۹ به‌همراه همسرش استر دوفلو و میشائیل کرمر برای «رویکرد تجربی‌شان برای کاهش فقر جهانی» برنده جایزه یادبود نوبل علوم اقتصادی مشهور به نوبل اقتصاد شد.